# Carreira Comprida
Carreira Comprida é um bairro da cidade de Santa Luzia, em Minas Gerais. 
É o primeiro conjunto habitacional construído no município, e serviu de habitação dos funcionários do Frigorífico Minas Gerais S.A., onde hoje se situa a Prefeitura Municipal. Nas imediações estão instalados o 35º Batalhão da Polícia Militar de Minas Gerais, o Estádio Municipal Victor Andrade de Brito, mais conhecido como Estádio do Frimisa, várias empresas entre elas a ThyssenKrupp, Fasal, Moinhos Vera Cruz e de centro comercial mediano, por ser um bairro predominantemente residencial.

## História
Inicialmente, acreditava-se que o nome oficial Carreira Comprida tinha ligação a uma referência histórica à Revolução Liberal de 1842, fato importante que marcou a história do municípo, 
por se ter ali travado a batalha que pôs termo à famosa Revolução Liberal de 1842, quando as tropas legalistas, comandadas pelo coronel Lima e Silva (futuro Duque de Caxias) venceu Teófilo Benedito Ottoni, mais conhecido por Teófilo Otoni e seus soldados. A batalha final foi travada no Muro de Pedras, próximo ao centro histórico do município, entre as tropas do revolucionário Teófilo Otoni e do governista Cel. Lima e Silva, futuro Duque de Caxias.
O lugar onde se situa o bairro, segundo o dito popular, foi onde as tropas governistas expulsaram as tropas de revolucionárias de Teófilo Otoni, de onde surgiu o termo "Carreira Comprida". 
Tal versão baseada em ditos populares foi contestada pelo historiador Edelweiss Teixeira, que elucida ter existido naquele local, em data anterior à Revolução Liberal de 1842, uma fazenda com este nome, registrada em nome de Cap. Mór Diogo de Souza de Carvalho e seu irmão, Padre José de Souza de Carvalho em 1738. A fazenda também foi propriedade de Cap. Mór Pedro Fernandes Vieira, do Dr. João Tavares de Abreu e do Cap. José Carlos Vieira e ainda de Antônio da Fonseca Ferreira. 
Ali havia um posto de cobrança de impostos denominado Passagem Nova da Carreira Comprida, às margens do Rio das Velhas. Eram locais por onde navegavam as embarcações que não podiam fazer a travessia em águas rasas. A concessão do posto de cobrança tinha por base uma licitação, a cargo da Fazenda Real e, posteriormente, pelas juntas da Real Fazenda. O concessionário pagava um valor fixo à Fazenda, obtendo com a diferença o lucro. Em 1740 a passagem sofreu um arremate, cujo favorecido foi Antônio Bernardo de Moraes Dantas. 
| Bairros e distritos de Santa Luzia | | | |  |
| Sede - Parte Alta Centro \| Camelos \| São Geraldo \| Alto Bela Vista \| Adeodato \| Esplanada \| Capitão Paulo \| Bonanza \| Vila das Mansões \| Santa Monica \| Jardim Santa Cruz \| Moreira \| Idulipê \| Córrego das Calçadas \| Santa Matilde \| Córrego Frio \| Petrópolis \| Imperial \| Industrial Americano \| Colorado \| Kennedy \| Bom Jesus \| Maria Adélia \| Parque Nova Esperança \| Recanto do Olaria \| Retiro do Recreio | Sede - Parte Baixa Ponte Grande \| Ponte Pequena \| São João Batista \| Rio das Velhas \| São Francisco \| Alto do Tanque \| Nossa Senhora das Graças \| Novo Centro \| Monte Carlo \| Morada do Rio \| Vila Olga \| Vila Íris \| Gameleira \| Bicas \| Santa Rita \| Vale das Acácias \| Dona Rosarinha \| Padre Miguel \| Bagaçu \| Vila Ferraz \| Carreira Comprida \| Frimisa | São Benedito São Benedito \| Palmital \| Cristina \| Belo Vale \| Londrina \| Asteca \| São Cosme \| São José \| Chácaras Santa Inês \| Chácaras Del Rey \| Chácaras Gervásio Lara \| Vila Nova Esperança \| Nova Conquista \| Três Corações \| Castanheiras \| Baronesa \| Luxemburgo \| Duquesa I \| Duquesa II \| Liberdade \| Pérola Negra | Zona de Expansão Urbana Ribeirão da Mata \| Barreiro do Amaral \| Santa Helena \| Pinhões \| Casa Branca \| Bom Destino \| Simão da Cunha \| Maquiné \| Taquaraçu de Baixo \| Engenho \| Andrequicé Distritos São Benedito |  |

1. ↑  «CARREIRA DE SANTA LUZIA». Sumidoiro's Blog. 15 de dezembro de 2011. Consultado em 2 de dezembro de 2020
2. ↑  «Nome 'Carreira Comprida' nada tem a ver com a Revolução de 1842». Luzias. Consultado em 2 de dezembro de 2020
3. ↑  Oliveira, Tarquínio J. B. de (1976). Erário Régio de Francisco A. Rebelo. 1768. Análise e Organização. [S.l.]: Escola de Administração Fazendária/ESAF